# Табачковський Віталій Георгійович
Віталій Георгійович Табачковський (1944–2006) – український філософ, викладач, громадський діяч, художник; лауреат державної премії України в галузі науки і техніки (1982).

## Біографія
- Закінчив філософський факультет КДУ ім. Т.Г.Шевченка (1968). Одразу після закінчення КДУ почав працювати в інституті філософії АН УРСР. У 1981 році захистив докторську дисертацію; старший науковий співробітник інституту філософії, професор.
- член КПРС
- В 1972–1983 та 2001–2006 роках – заступник головного редактора журналу «Філософська думка»
- З 1995 року – голова Антропологічного відділення Українського філософського фонду. Ініціатор і організатор щорічника «Філософсько-антропологічні читання». Лауреат Державної премії України в галузі науки і техніки (1982).
- У 2000-2006 - завідувач відділу філософської антропології Інституту філософії НАН України

До кола наукових інтересів Віталія Табачковського належали: екзистенціально-персоналістична та історична антропологія. Починаючи з перших кроків свого самовизначення як члена інститутської філософської спільноти, Віталій Георгійович зосереджував увагу на питаннях особистісного буття людини, людино- і культуротворчого потенціалу практики, на пошуках способів вивільнення від «світоглядного» диктату, на необхідності визначення людського світовідношення, що залучає людську особистість до ситуації відкритого екзистенційного вибору.

## Праці
- В. Г. Табачковський. Полісутнісне homo: філософсько-мистецька думка в пошуках "неевклідової рефлективності". - К.: Ін-т філософії НАН України/- К. : ПАРАПАН, 2005. - 432 с. - ISBN 966-8210-30-1
- В. Г. Табачковський (ред.). Людина в есенційних та екзистенційних вимірах. - Ін-т філософії НАН України / - К. : Наук. думка, 2004. - 246 с. - ISBN 966-00-0044-8
- В. Г. Табачковський. У пошуках невтраченого часу: нариси про творчу спадщину українських філософів-шістдесятників. - К. : ПАРАПАН, 2002. - 300 с. - ISBN 966-95933-3-6
- Філософія. Курс лекцій: Навч. посібник. (В.Г. Табачковський, та ін.) — К.: Центр учбової літератури, 2010. - 648 с. - ISBN 978-611-01-0127-1
- Філософія: світ людини. (курс лекцій / В.Г. Табачковський, М.О. Булатов, Н.В. Хамітов та ін.) - К. : Либідь, 2003. - 430 с. - ISBN 966-06-0278-2
- Філософія. Підруч. для студ. вузів (І. В. Бичко, В.Г. Табачковський та ін.) - 2-ге вид. - К. : Либідь, 2002. - 408 с. - ISBN 966-06-0232-4
- В. Г.Табачковський, та ін. Суспільні закони та їх дія. - К.: Наукова думка, 1995. – 212 с.
- В. Г. Табачковский (отв. ред.). Категориальные структуры познания и практики. - К.: Наукова думка, 1986. - 321 с. (рос.)

## Державні відзнаки, нагороди
- 1982 — лауреат Державної премії України в галузі науки і техніки за цикл робіт «Світоглядні проблеми матеріалістичної діалектики і методології соціального пізнання».

## Вшанування пам'яті Табачковського
- Премія імені Табачковського — Українського філософського фонду за найкращу друковану роботу молодого дослідника (до 35 років) у галузі філософії[1].